# 미국의 반중 감정
미국의 반중국 정서는 중국 이민자들이 북미에 처음 도착한 직후인 19세기에 시작되어 21세기까지 계속되고 있다. 그것은 편견, 인종 차별적 이민 제한, 살인, 왕따, 대학살 및 기타 폭력 행위를 포함하여 역사 전반에 걸쳐 많은 형태로 나타났다. 미국의 반중국 정서와 폭력은 중국인들이 세계 최초의 대륙횡단 철도 건설에 고용된 1860년대에 처음으로 나타났다. 그것의 기원은 부분적으로 일자리를 얻기 위한 백인들과의 경쟁에서 비롯되었으며 중국에서 살고 일했으며 끊임없이 현지인들에 대한 부정적이고 근거 없는 보고서를 작성한 미국인들의 보고서에서 찾을 수 있다.
캘리포니아에서 중국인에 대한 폭력, 오리건, 워싱턴은 포그롬, 덴버 차이나타운 파괴를 포함한 추방, 그리고 1871년 로스앤젤레스 중국인 학살, 록 스프링스 학살, 그리고 헬스 캐년 학살과 같은 대학살을 포함하여 많은 형태를 띠었다. 반중국 정서는 1882년 연방 중국인 배제법으로 이어졌고, 이 법은 중국계 사람들의 귀화와 더 이상의 이민을 금지했다. "황색 위험"에 대한 논의 속에서, 반중국 정서는 결국 모든 아시아인으로 확장되었고, 1924년의 더 넓은 아시아인 배제법으로 이어졌다.
중-소 분단과 1972년 리처드 닉슨의 중국 방문 이후 미국과 중국의 관계가 정상화되었지만 냉전 종식 이후 미국에서 반중 감정이 증가했으며, 특히 2010년대 이후 중국이 초강대국으로 부상함에 따라 그 증가는 세계 유일의 초강대국으로서 미국의 위치에 주요한 위협으로 인식되고 있다.
2019년 이후 중국 우한에서 처음 보고된 코로나19 팬데믹으로 인해 외국인 혐오와 인종차별은 더욱 심화되었으며, 중국인, 중국계 사람 또는 중국인으로 인식되는 모든 사람에 대한 차별, 인종차별 및 폭력은 증가했다.
6,500명의 응답자를 기반으로 2023년 4월 27일 발표된 조사 결과에 따르면 지난 12개월 동안 거의 75%의 중국계 미국인이 인종차별을 경험했으며, 7%는 재산 파괴, 9%는 신체적 폭행 또는 협박, 20%는 언어 또는 온라인 괴롭힘, 46%는 불평등한 대우를 받았다.

## 초기 중국인의 미국 이민

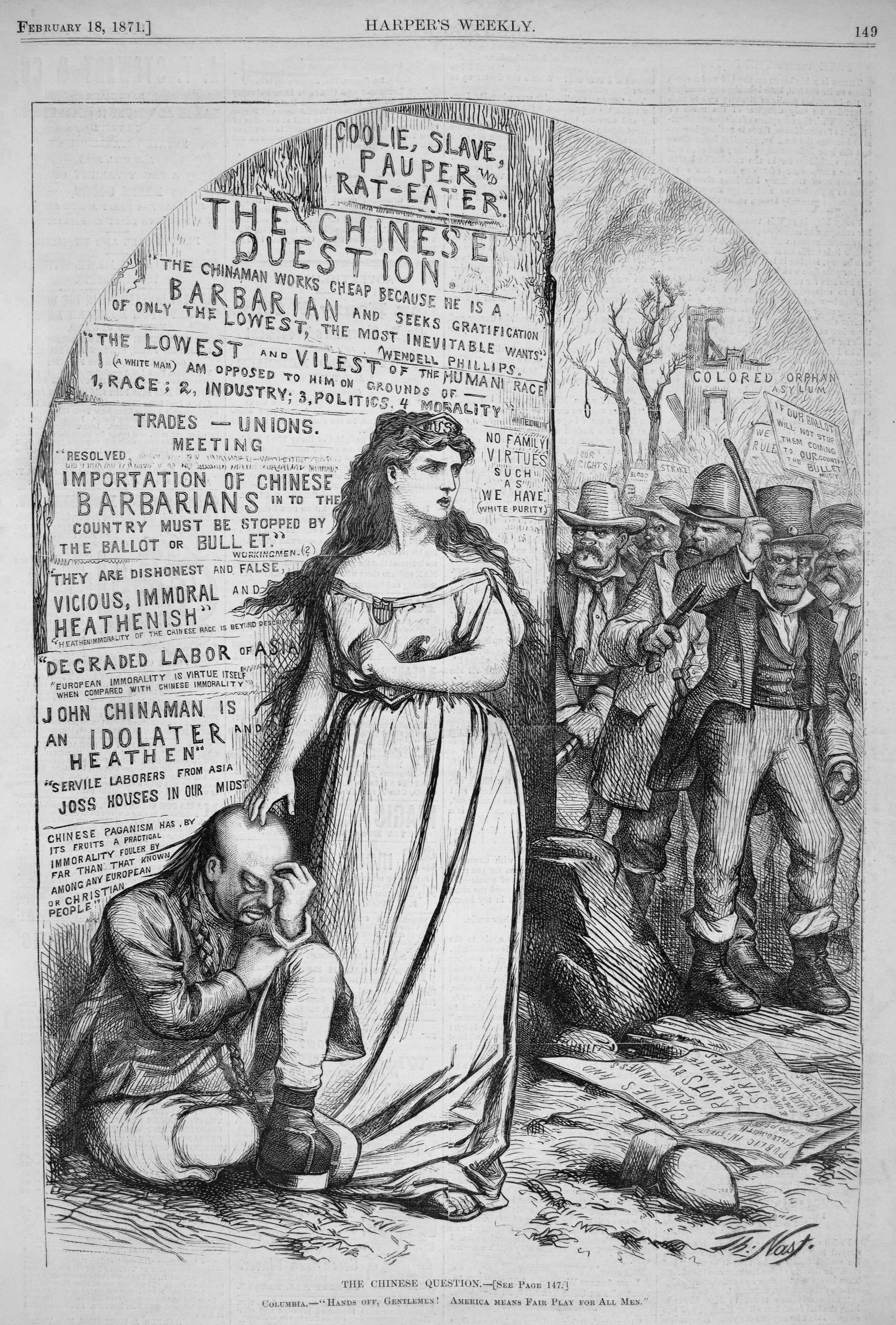
1871년에 제작된 '토머스 나스트' 만화에 등장하는 반항적인 컬럼비아호는 고아원을 불태운 성난 아일랜드의 린치 폭도들로부터 무방비 상태의 중국인 남성을 보호하는 내용을 담고 있다. 뒤쪽 광고판은 선동적인 반중국 성향의 브로드시트들로 가득 차 있다.

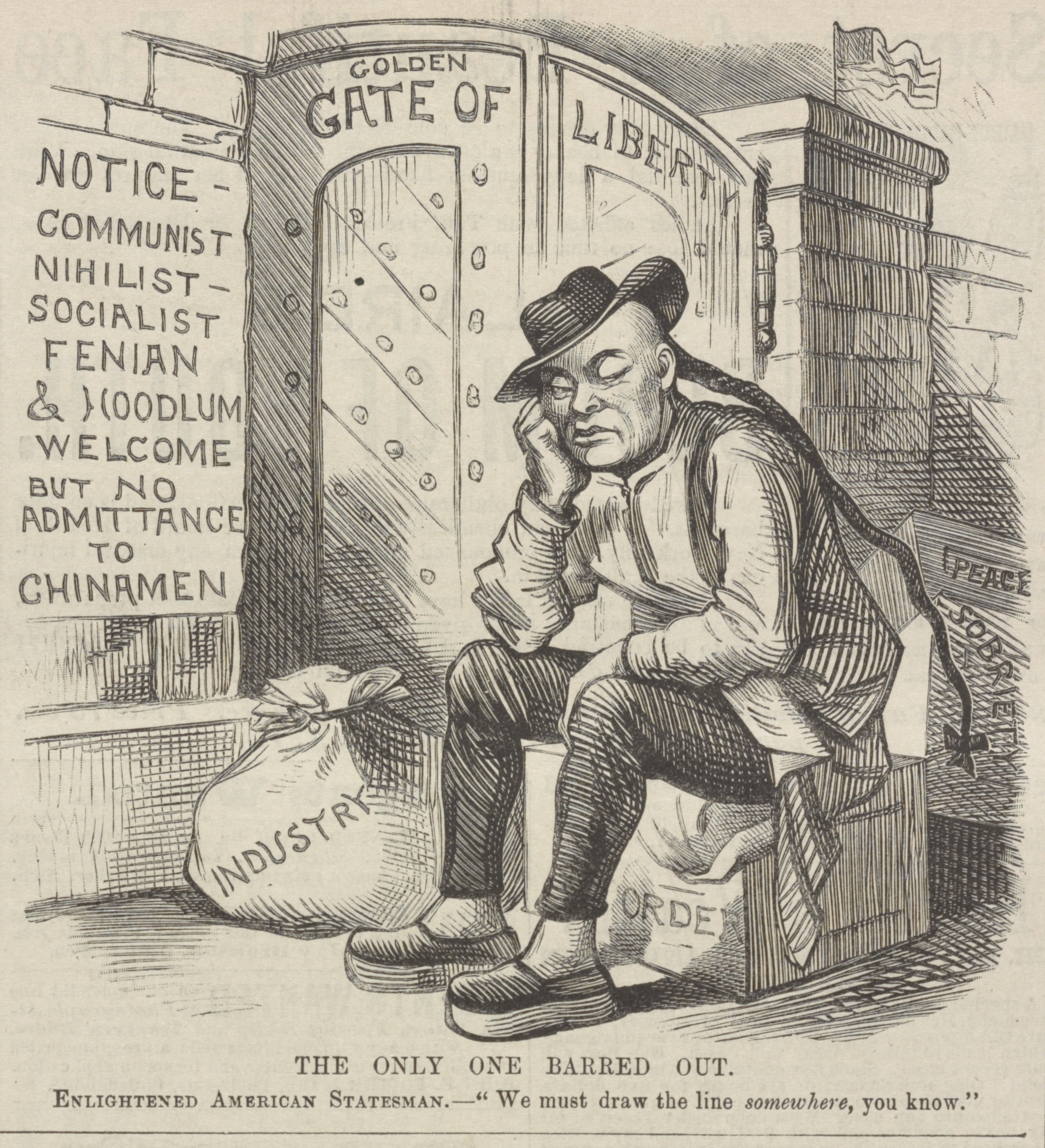
1882년 편집만화

1785년 볼티모어에 세 명의 중국 선원이 도착한 것은 미국 내 중국인의 최초 기록이었다. 19세기 중반 캘리포니아 골드 러시를 시작으로 미국, 특히 서해안 주들은 많은 수의 중국인 이주 노동자들을 징집했다. 초기 중국 이민자들은 금광 광부로 일했고, 이후 첫 번째 대륙횡단 철도 건설과 같은 큰 노동 프로젝트에서 일했다. 중국에서 청 왕조의 쇠퇴, 불안정과 빈곤은 많은 중국인들, 특히 광둥성 출신의 중국인들이 더 안정적인 삶을 찾아 해외로 이주하게 만들었고, 이는 미국 산업의 빠른 성장과 동시에 이루어졌다. 고용주들은 중국인들을 가난한 환경에서도 불평 없이 계속 일할 "신뢰할 수 있는" 노동자로 여겼다.
중국 이주노동자들은 미국에서 상당한 편견에 부딪혔는데, 특히 백인 사회의 하층을 점령한 사람들에 의해 중국인들은 정치인들과 노동 지도자들에 의해 임금 수준이 침체된 데 대한 희생양으로 사용되었다. 중국인들이 물리적으로 폭행을 당한 사례로는 1871년 로스앤젤레스에서 발생한 중국인 대학살과 1982년 디트로이트에서 발생한 빈센트 친 살해 사건 등이 있다. 1909년 미국 뉴욕에서 발생한 엘시 시겔 살해 사건은 중국인 사회 전체를 비난하며 물리적 폭력으로 이어졌다. "엘시 시겔 살해 사건은 즉시 신문 1면을 장악했는데, 이 사건은 미국 전역의 지역사회에서 중국인 남성들이 "순결하고" "선덕한" 젊은 백인 여성들에게 위험하다고 묘사했다.
새뮤얼 곰퍼스와 같은 지도자들이 이끄는 신흥 미국 노동조합 또한 중국 노동자들을 백인 노동자들에 대한 경쟁자로 간주하는 노골적인 반중국 입장을 취했다. 국제 노동조합 세계산업노동자들의 출현으로 노동조합원들은 중국 노동자들을 미국 노동자 계급의 일부로 받아들이기 시작했다.
이 시기 동안, "노란 위험"이라는 문구는 윌리엄 랜돌프 허스트가 소유한 신문에 의해 미국에서 널리 퍼졌다. 그것은 또한 1911년에 "노란 위험"을 출판한 영향력 있는 미국 종교인 G.G. 루퍼트의 인기 있는 책의 제목이기도 했다. 기독교 성경 구절인 요한계시록 16장 12절의 "동쪽에서 온 왕들"이라는 구절에 근거하여, 루퍼트는 중국, 인도, 일본 그리고 한국이 서양을 공격하고 있지만, 예수 그리스도가 그들을 막을 것이라고 주장했다. 1982년 그의 책 "노란 위험: 미국 소설의 중국인들, 1850–1940"에서, 윌리엄 F. 우는 "30년대 펄프 잡지들은 푸 만추를 느슨하게 기반으로 한 많은 노란 위험 등장인물들을 가지고 있었다. 대부분은 중국 혈통이었지만, 그 당시의 지정학 때문에, 점점 더 많은 사람들이 일본도 위협으로 보고 있었다."
서부의 주들에서는 애리조나 주의 툼스톤, 샌프란시스코, 그리고 캘리포니아 주의 산타 로사.와 같은 도시들에서 "반중 리그"가 형성되었다. 반중 폭동, 추방 및 학살이 서부의 여러 지역에서 발생했다: 로스앤젤레스, 캘리포니아 (1871), 샌프란시스코, 캘리포니아 (1877), 덴버, 캘리포니아 (1880), 유레카, 캘리포니아 (1885), 록 스프링스, WY (1885), 타코마, 워싱턴 주 (1885), 시애틀, 워싱턴 주 (1886), 중국 학살 코브, OR (1887).

### 중국배제법과 법적 차별

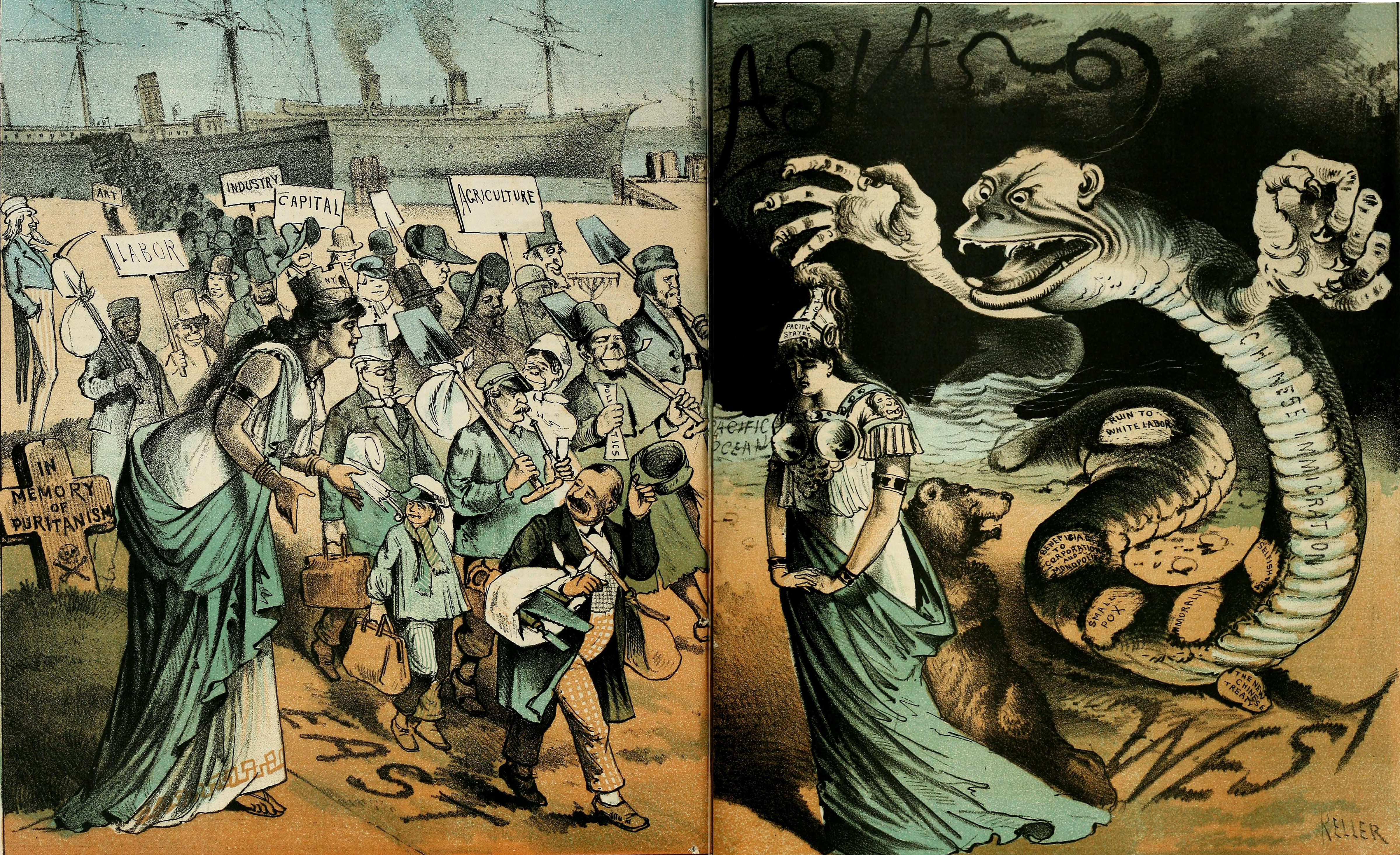
왼쪽 패널에 덕목으로 나타난 유럽 이민자들의 비교와 중국 이민자들은 질병을 대표하는 뱀으로 나타난 반면, 와스프(San Francisco), Vol. 7, 1881

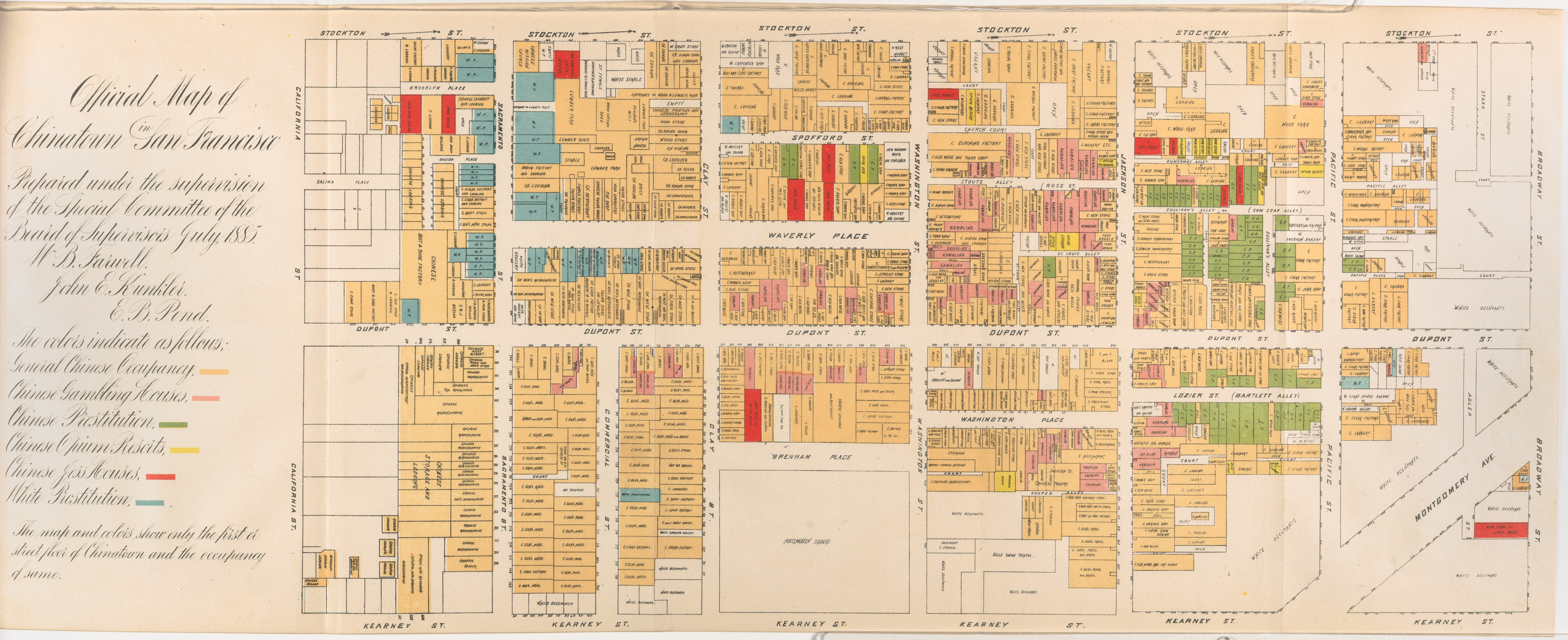
이 지도는 1885년 샌프란시스코 감독위원회가 설립한 특별위원회의 공식 보고서의 일부로 출판되었다.

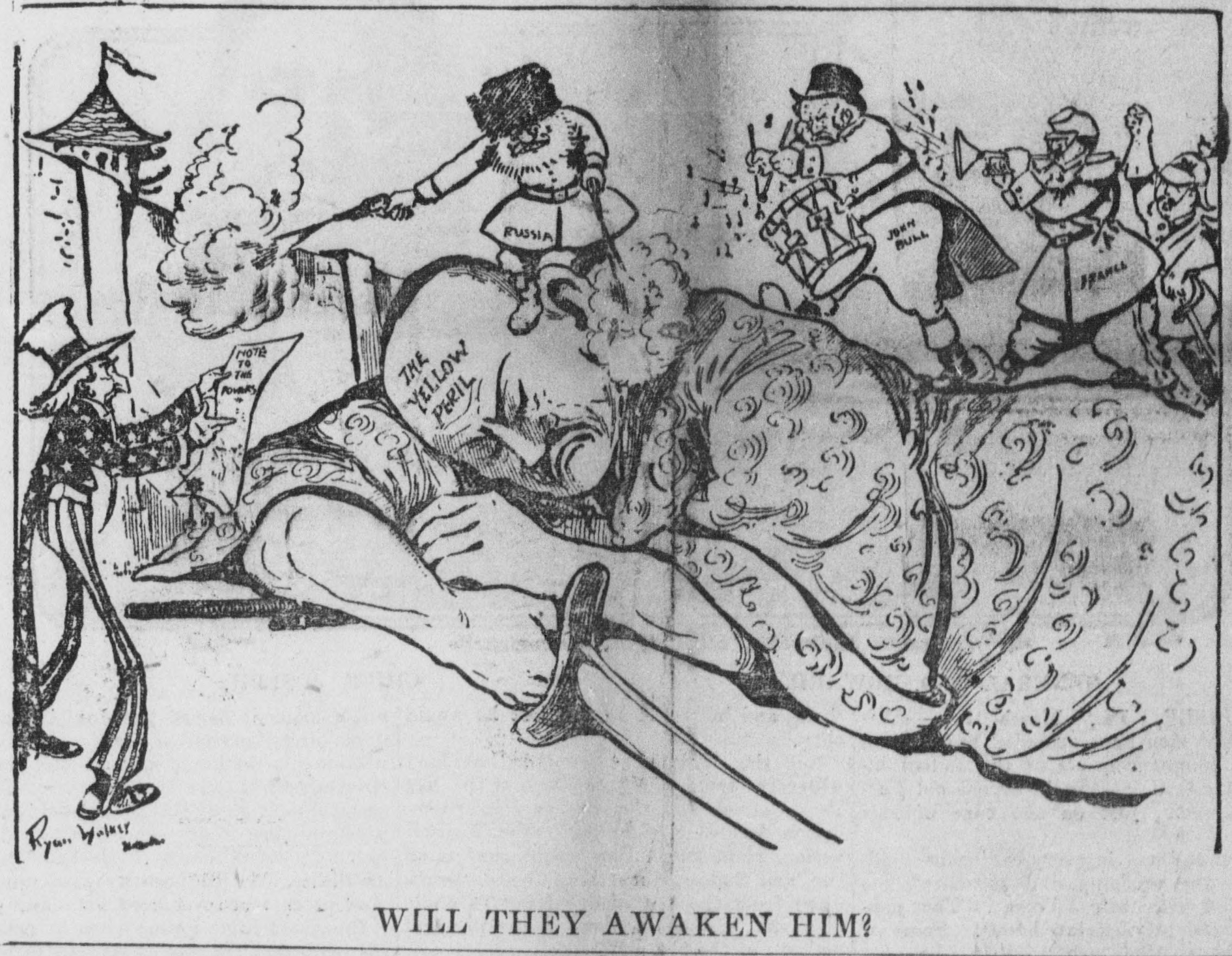
1904년, 아시아 영토를 놓고 싸우는 동안 황혼의 위험을 제국의 열강들에게 경고하는 샘 아저씨의 만화

1862년, 쿨리 방지법은 중국 이민자들에게 그들의 소득의 절반 이상의 비율로 특별히 세금을 부과하여 그들의 일자리와 그 당시 유행했던 노란 위험 트로피 당 경제적 참여를 억제했다.
1870년대와 1880년대에는 중국인에 대해 다양한 법적 차별 조치가 취해졌다. 주목할 만한 예는 샌프란시스코가 1859년부터 1870년까지 중국인 학동들을 분리한 후 1870년에 법이 개정되어 중국인 아이들을 교육해야 하는 요건이 완전히 삭제될 수 있었다는 것이다. 법의 개정은 Tape v. Hurley, 66 Cal. 473 (1885)으로 이어졌는데, 법원이 중국계 미국인 학생인 Mary Tape을 그녀의 혈통에 근거하여 공립학교에서 제외하는 것은 불법이라고 판결한 캘리포니아 대법원의 획기적인 법원 사건이다. 그러나 이 법안은 교육 위원회가 패소하고 분리 학교가 설립된 후 샌프란시스코 교육감 Andrew J. Molder의 촉구로 통과되었다.
또 다른 주요 법안은 1870년의 귀화법으로, 아프리카계 미국인들에게 시민권을 확대해주었지만, 그들과 다른 아시아인들이 미국 사회에 동화될 수 없다는 이유로 중국인들의 귀화를 금지했다. 시민이 될 수 없게 된 중국 이민자들은 투표와 배심원으로 일하는 것이 금지되었고, 수십 개의 주에서 시민이 아닌 사람들이 부동산을 구입하는 것을 금지하는 외계인 토지법을 통과시켜 그들이 영구적인 집과 사업체를 설립하는 것을 막았다. "비교할 수 없는" 인종이라는 생각은 중국계 미국인들에 대한 배제 운동에서 흔한 주장이 되었다. 특히, 플레시 대 퍼거슨 (1896)에 대한 단독 반대 의견에서도 당시 대법원 판사였던 존 마샬 할란은 중국인들에 대해 다음과 같이 썼다: "우리의 인종과 너무 달라서 그에 속한 사람들이 미국의 시민이 되는 것을 허용하지 않는다. 그에 속한 사람들은 거의 예외 없이 우리나라에서 완전히 배제된다. 저는 중국인 인종을 암시한다."
1873년, 피그테일 조례는 청 왕조 이민자들이 나중에 관례적으로 중국으로 재입국할 수 있도록 해야 하는 이들의 머리 모양을 금지함으로써 청의 이민을 줄이기 위한, 주로 의무적인 줄 머리 모양을 목표로 삼았다. 시 위원회는 이를 통과시켰지만 시장은 거부권을 행사했다. 시의회는 1876년에 이를 제정했지만 1879년에 위헌으로 규정되었다.
미국에서는 "황색 위험"이라는 주장에 대한 외국인 혐오적 두려움으로 인해 1875년 페이지 법이 시행되었는데, 이 법은 중국 여성들을 황색 위험에 따라 미국 입국을 배제하고 용녀 고정관념을 가지고 있다. 1882년 중국인 배제법은 10년 후 중국인이 강제 추방이나 강제 노동의 위험이 있는 입국 증명서로 등록하고 증명서를 확보하도록 요구하는 기어리 법에 의해 확장되었으며, 법정 절차에서 중국인을 증인으로 퇴출시키고, 법적 절차에서 인신 보호 영장의 수령자로 중국인을 퇴출시켰다. 1917년 이민법은 그 후 원주민주의적 영향 아래 "아시아 금지 구역"을 만들었다.
1879년 캘리포니아 주 헌법은 주 및 지방 정부에 의한 중국인의 고용과 캘리포니아에 법인화된 기업에 의한 고용을 금지하였고, 또한 중국인을 제거할 권한을 캘리포니아 지방 정부에 위임하였다.
1880년, 샌프란시스코시의 선출된 공무원들은 감독위원회의 허가 없이 목조 건물에서 세탁소를 운영하는 것을 불법으로 만드는 조례를 통과시켰다. 그 조례는 감독위원회에 허가를 내거나 보류할 권한을 위임했다. 그 당시, 320개의 세탁소 중 약 95%가 목조 건물에서 운영되었다. 그 세탁소의 약 3분의 2는 중국인들이 소유하고 있었다. 비록 그 도시의 목조 건물 세탁소 소유주들의 대부분이 허가를 신청했지만, 사실상 모든 비중국인 신청자들이 허가를 받은 반면, 그 도시의 목조 건물 세탁소 소유주들은 모든 중국인 소유주로부터 200개의 신청에 대해 단 한 개의 허가만 허가를 받았다. 그러나, 이것은 1886년 대법원 사건인 Yick Wo v. Hopkins로 이어졌는데, 그것은 대법원이 그것의 면에서는 인종 중립적이지만, 편견적인 방식으로 운영되는 법이 미국 헌법 수정 제14조의 평등 보호 조항에 대한 침해라고 판결한 첫 번째 사건이었다.
차별적인 법들, 특히 1882년의 중국인 배제법은 중국으로부터의 더 이상의 이민을 제한하는 것을 목표로 하고 있었다. 그것은 사람들을 인종적으로 배제하고 법에 의해 의도적으로 보호되지 않은 채로 둔 최초의 법이었다. 1882년의 중국인 배제법은 1943년의 중국인 배제 폐지법에 의해 폐지되었다. 중국인 배제법은 제한된 대학생들의 미국 입국을 허용했지만, 그러한 이민자들이 접근하기는 점점 더 어려워졌다. 1900년까지, 법들은 부유한 가정 출신이 아니면 중국 학생들이 입국하는 것을 제한했고, 그들은 중국에서 제공되지 않는 프로그램에서 공부를 찾았고, 그들의 학업을 마친 후에 중국으로 돌아가도록 요구했다. 중국 학생들에 대한 심한 차별은 미국이 중국에서 국제적인 교육 기회를 확장하는 것을 어렵게 만들었고, 미국 대학들의 그들의 기관의 명성을 향상시키는 능력을 제한했다.
"황색 위험"이라는 주장에 대한 미국의 외국인 혐오 공포는 1875년 페이지 법의 시행으로 이어졌다.1882년 중국인 배제법은 10년 후 기어리 법에 의해 확장되었다. 1917년 이민법은 원주민의 영향 아래 "아시아 금지 구역"을 만들었다. 그것은 모든 지리적 아시아에서 모든 이민을 없앴다. 중국인 배제법은 미국 역사상 자유 이민에 대한 가장 중요한 제한 중 하나였다. 그 법은 중국인 "숙련되고 비숙련 노동자 및 광산에 고용된 중국인"을 10년 동안 투옥 및 추방의 처벌을 받으며 입국에서 제외했다. 많은 중국인들은 인종 때문에 가차 없이 맞았다. 이민을 원하는 소수의 중국 비노동자들은 중국 정부로부터 이민 자격이 있다는 인증을 받아야 했는데, 이는 증명하기 어려운 경향이 있었다.
1921년 긴급 할당법 그 후 1924년 이민법은 국가 기원에 따라 이민을 제한했다. 긴급 할당법이 1910년의 인구 조사를 사용한 반면, WASP 공동체의 외국인 혐오 공포는 남유럽과 동유럽뿐만 아니라 아시아로부터의 증가하는 이민에 대응한 1924년의 이민법의 사용을 위해 백인 앵글로색슨 개신교(WASP) 인구에게 더 유리한 1890년 인구 조사의 채택으로 이어졌다.
1922년 케이블 법은 외국인 배우자와 함께 해외에 거주하는 경우 미국 여성의 시민권을 박탈하는 것을 추가했고, 외국인 남편과 결혼하는 경우 미국인을 귀화에서 인종적으로 배제했으며, 미국에 거주하는 여성이 다시 말해 외국인과 결혼하지 않도록 시민권을 유지하도록 요구했으며, 1922년 이전에 시민권을 상실한 해외 거주 미국인이 미국으로 송환하는 절차를 보장하지 않았다. 이후 1930년 개정으로 이러한 반이민 조항이 삭제되었다.
1927년, 대법원은 Lum v. Rice에서 미시시피주가 흑인 학생들을 위한 지역 학교에 다니도록 요구할 수 있다고 판결했다. 대법원장과 전 대통령 윌리엄 하워드 태프트의 만장일치 의견은 공교육에서의 인종 차별이 수정헌법 제14조에 위배되지 않으며, 이후 브라운 대 교육위원회의 결정이 모두 위헌이라고 결정할 때까지 그러한 차별이 더욱 광범위해질 수 있도록 허용했다.
1929년에, 국민 기원 공식은 실제 인구에 비례하여 할당량을 할당함으로써 민족성의 현 상태 분포를 명시적으로 유지했다. 그 생각은 이민이 "국민적 성격"을 바꾸는 것이 허용되지 않는다는 것이었다. 연간 총 이민 한도는 150,000으로 제한되었다. 아시아인은 제외되었지만 아메리카 대륙 국가의 거주자는 제한을 받지 않았기 때문에 이민법에서 인종 차별을 공식화했다. 이 제도는 1965년 이민 및 국적법으로 폐지되었다.
1943년 매그너슨 법은 매년 105명의 중국인 이민자를 허용했는데, 그 자체는 1924년 이민법의 연장이었고 1965년 이민법이 폐지될 때까지 법 또는 사실상의 중국인 이민자의 재산 소유권에 대한 의도적으로 계산이 잘못되어 명백하게 계속 금지되었다.

### 중국노동과 1882년 중국배제법
주요 기사 : 중국배제법

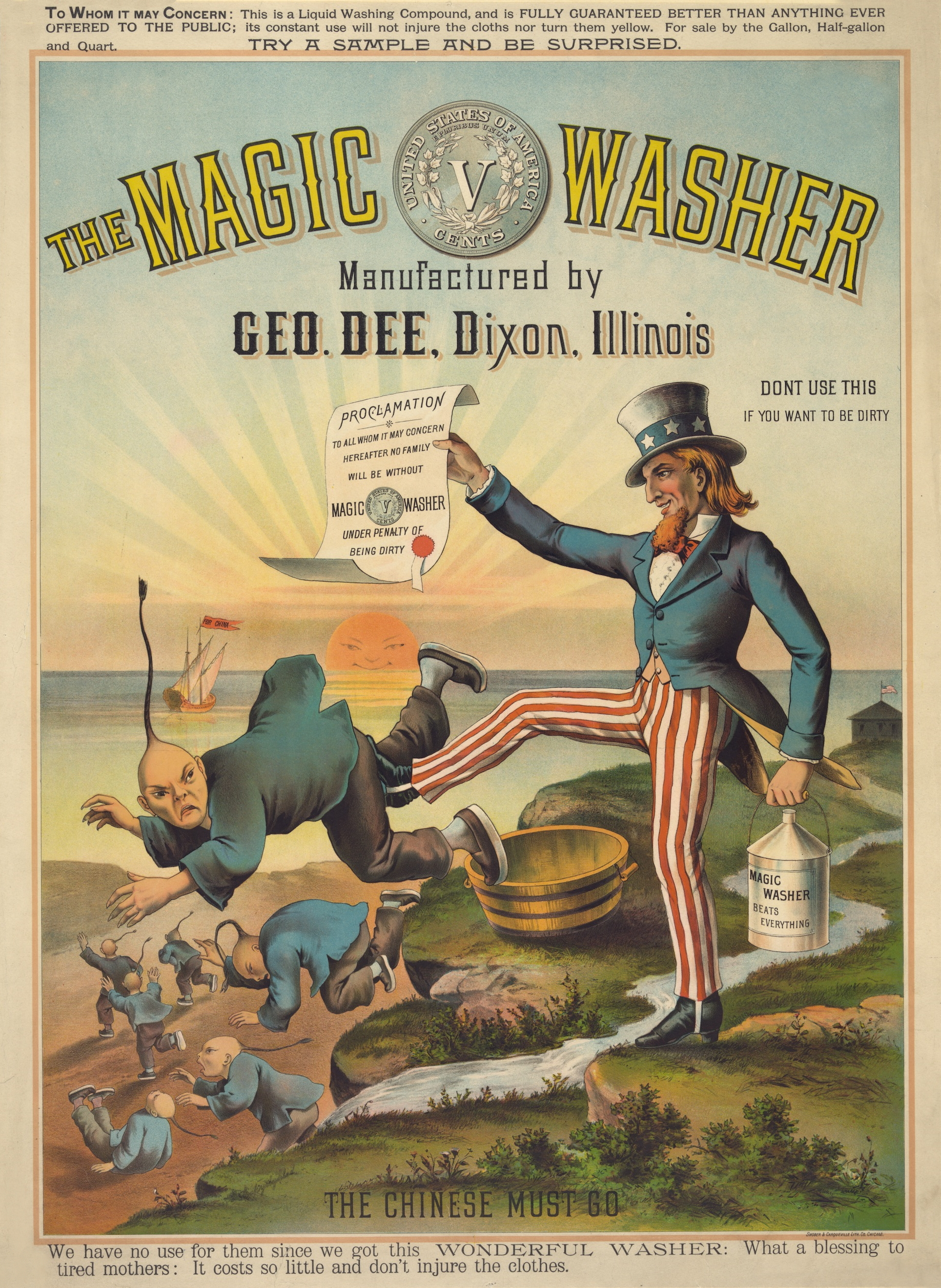
1886년 '매직워셔' 세제 광고: 중국인은 반드시 가야 합니다

통계에 따르면, 1820년과 1840년 사이에, 단지 11명의 중국인들만이 미국으로 이민을 갔다. 하지만, 많은 중국인들이 청나라 말기 때문에 괴로움 속에 살고 있었다. 미국은 캘리포니아의 골드러시, 철도 건설, 그리고 그로 인한 많은 노동력 수요 덕분에 더 안정적인 삶을 제공했다. 1848년부터, 많은 중국인들이 미국으로 이민을 선택했다. 1851년 캘리포니아 주지사 존 맥두걸은 중국인들을 캘리포니아에 "가장 가치 있는 이민자"라고 칭찬했다.
더 많은 노동자들을 고용하기 위해, 미국과 중국은 1868년 벌링게임 조약을 체결했다. 벌링게임 조약은 중국인들이 미국에 자유롭게 드나들 수 있는 권리, 미국 내 거주권, 그리고 미국 내 중국인들에 대한 미국의 가장 우대적인 대우를 포함한 여러 권리들을 제공했다. 그 조약은 1853년부터 1873년까지 20년 동안 이민을 촉진했고, 1880년까지 거의 105,000명의 중국인들이 미국으로 이민 가는 결과를 가져왔다.
1882년은 캘리포니아에서 선거의 해였다. 더 많은 표를 확보하기 위해 캘리포니아 정치인들은 단호한 반중 입장을 취했다. 의회에서 캘리포니아 공화당 상원의원인 존 밀러는 더 이상의 중국인 이민자를 금지하는 법안을 지지한다고 길게 말했는데, 이 법안은 공화당 대통령인 러더퍼드 B. 헤이스가 거부했던 이전 의회 법안과 거의 동일하다. 밀러 상원의원은 1879년 캘리포니아와 네바다 주에서 있었던 반중 국민투표가 대중의 지지를 증명하는 큰 표차로 통과된 것을 인용하면서, 이민 중국인 노동자들을 20년간 금지하는 동의안을 제출했다. 그 동의안은 그 후 8일 동안 상원에서 논의되었다. 서부 주 출신의 모든 상원의원들과 남부 민주당의 대부분은 밀러의 제안을 지지했고, 동부 주 상원의원에 대해서는 강력하게 반대했다. 격렬한 토론 끝에, 그 동의안은 결국 15표 중 29표로 상원을 통과했고, 이후 3월 23일 하원에서 167표 대 66표(55표 기권)로 통과되었다.
Chester A. Arthur 대통령은 1882년 4월 4일에 거부권을 행사했는데, 그것은 중국으로부터의 이민을 제한하지만 금지하지 않았던 Angell 조약의 조항들을 위반했기 때문이다. 의회는 거부권을 뒤집을 수 없었고, 원래의 20년 금지 대신에 10년 동안 이민을 금지했던 법안의 버전을 통과시켰다. 1882년 5월 6일, Miller의 제안은 Arthur 대통령에 의해 서명되었고, 1882년의 중국 배제법이 되었다.
법안을 둘러싼 논쟁 중에 도입된 개정안들은 중국인 이민자들의 귀화를 금지하였고 중국인 배제법의 초기 10년간의 금지가 끝난 후, 1892년 기어리법에 의해 중국인 배제가 연장되었고, 1902년에 영구화되었다.
1904-05년 러일 전쟁은 황해 위험에 대한 미국인들의 두려움을 중국에서 일본으로 옮겼다.

## 냉전
주요 기사: 레드 스러

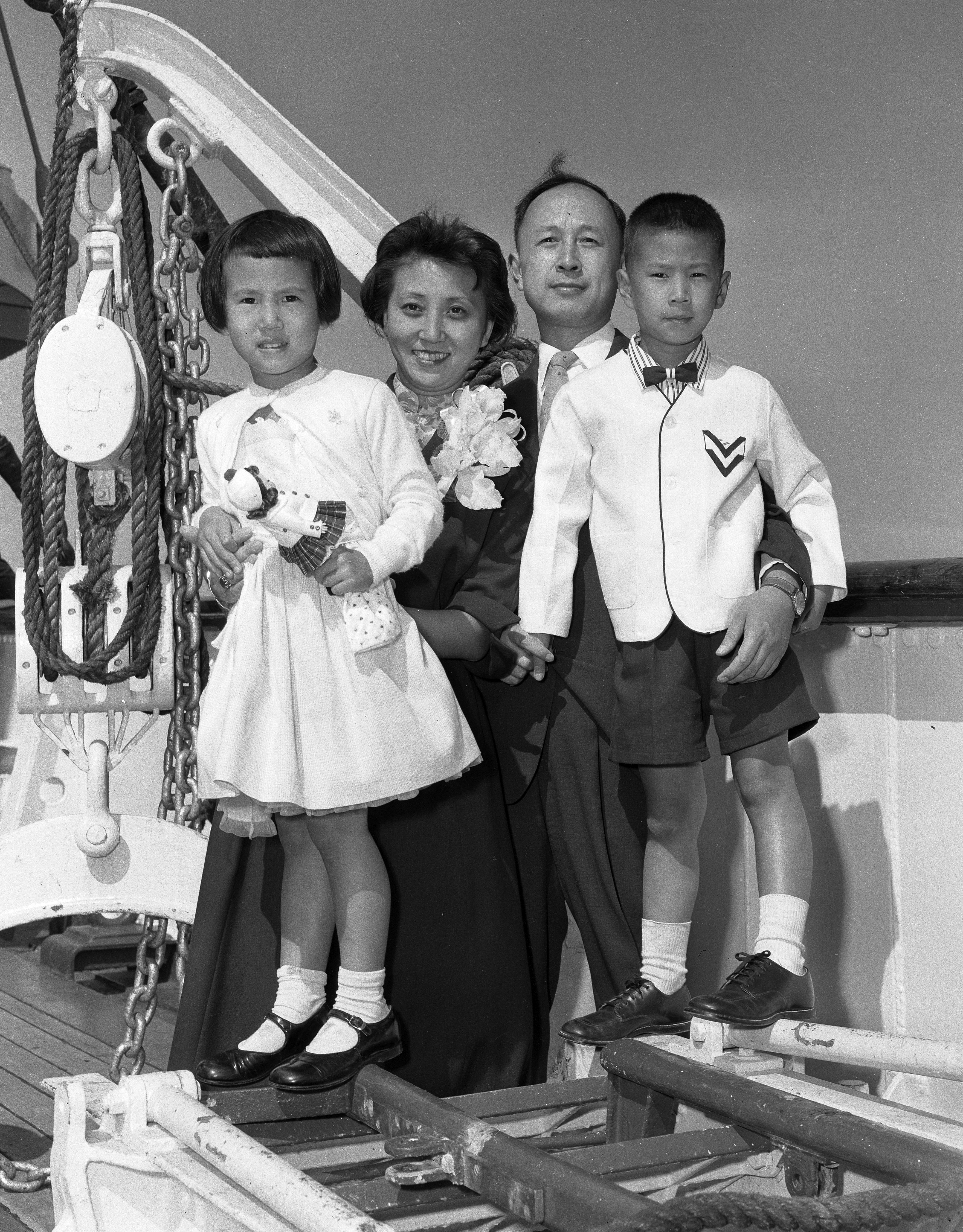
1955년 로스앤젤레스에서 출발하기 전 SS 회장 클리블랜드에 탑승한 첸과 그의 가족. 그는 결코 미국으로 돌아오지 않았다.

냉전 기간 동안 반중 감정은 주로 중국 내전과 한국 전쟁에 중국의 개입으로 인해 공산주의 스파이에 대한 대중의 두려움이 증가한 것과 맞물린 붉은 공포와 매카시즘의 결과였다. 그 시대 동안, 공산주의자 스파이들은 수백 명에 의해 투옥되었고, 그들 중 약 1만 2천 명이 일자리를 잃었다. 투옥되거나, 일자리를 잃거나, 위원회의 심문을 받은 사람들 중 많은 수는 공산당과 어떤 종류의 과거 또는 현재의 관련이 있다. 그러나 그들 중 대다수에게 국가에 해를 끼칠 가능성과 그들의 공산주의 계열의 성격은 모두 미약했다. 이 희생자들 중에는 중국계 미국인들도 포함되어 있는데, 그들은 종종 중국 공산당에 가입한 것으로 의심을 받았다.

### 건쉐센 추방 사건
가장 주목할 만한 예는 중국 최고의 과학자 건쉐센의 사례다. 그가 공산주의자라는 주장이 제기되었고, 1950년 6월 그의 보안 허가가 취소되었다. 연방수사국은 1938년 미국 공산당 문서에 그의 이름이 적힌 문서를 찾아냈고, 그것을 취소의 명분으로 삼았다. 허가 없이 건쉐센은 자신의 경력을 계속할 수 없음을 알게 되었고, 2주 안에 마오쩌둥 정부 아래에 있던 중국 본토로 돌아갈 계획을 발표했다. 당시 해군 차관 댄 킴볼은 건쉐센을 미국에 머물게 하려고 했다.
이 나라가 한 짓 중 가장 어리석은 짓이었다. 그는 저와 마찬가지로 공산주의자가 아니었다. 그래서 우리는 그를 강제로 쫓아냈다.
건 전 총리는 향후 5년간 가택연금 상태에서 보냈으며, 여기에는 어떠한 연구 (기밀) 의무도 없이 교편을 잡을 수 있는 허가와 함께 지속적인 감시가 포함되었다. Caltech는 건 전 총리를 변호하기 위해 변호사 Grant Cooper를 임명했다. 1955년, 미국은 한국 전쟁 중에 붙잡힌 다섯 명의 미국인 조종사와 교환하여 그를 중국으로 추방했다. 후에, 그는 현대 중국 우주 프로그램의 아버지가 되었다.

## 21세기
21세기 미국에서의 현대적인 반중 감정은 중국이 상승하는 지정학적 권력으로서의 역할 때문에 발생한 것으로 볼 수 있다. 중국의 지정학적 부상에 대한 인식은 세계 무대에서 널리 퍼져있어 '중국의 평화로운 부상'이 글로벌 언어 모니터에 의해 21세기의 최고 뉴스 이야기로 지정되었다. 이는 글로벌 인쇄 및 전자 미디어, 인터넷 및 블로고스피어, 그리고 소셜 미디어에서 나타나는 횟수로 측정되었다.
2010년 미국 선거 동안, 중국과의 자유 무역에 대한 후보자들의 지지 주장에 초점을 맞춘 부정적인 광고들이 미국의 주요 정당들에 의해 많이 방영되었다. 중국에 대한 불길한 목소리를 동반한 주식 이미지들 중 일부는 사실 샌프란시스코의 차이나타운에 대한 것이었다. 특히, 중국에 의한 2030년의 서구 정복을 묘사하는 "중국 교수"라는 광고는 중국어를 연기하기 위해 현지 아시아계 미국인 엑스트라들을 사용했지만, 배우들은 촬영의 본질에 대해 알지 못했다. 칼럼니스트 제프 양은 캠페인에서 "중국과 중국계 미국인들 사이의 모호한 선"이 있었다고 말했다. "중국 교수"의 제작자인 래리 매카시는 "이 광고는 미국에 관한 것이지 중국에 관한 것이 아닙니다"라고 말하며 그의 작품을 옹호했다. 이 비디오에 대해 논평하는 다른 사설들은 이 비디오를 반중국적인 것이 아니라고 불렀다.

### 울프 수정판
울프 수정안의 구성 요소로서, 많은 미국 우주 연구원들이 중국 국영 기업 또는 단체와 제휴한 중국 시민들과 일하는 것이 금지되었다. 2011년 4월, 112차 미국 의회는 스파이 우려 때문에 나사가 중국인 방문객들을 나사 시설에 수용하기 위해 자금을 사용하는 것을 금지했다. 2010년 초, 미국 하원의원 John Culberson은 Barack Obama 대통령에게 나사와 중국 국가 우주국(CNSA) 사이에 더 이상의 접촉을 허용하지 말라고 촉구했다.

### 도널드 트럼프의 선거운동과 대통령직

#### 2016년 대통령 선거운동
2015년 11월, 도널드 트럼프는 취임 첫날 중국을 환율조작국으로 지정하겠다고 약속했다. 그는 중국의 해적 행위, 미국 상품의 위조, 미국의 영업 비밀과 지적 재산의 도용에 대해 "신속하고, 강력하고, 명백한" 조치를 약속했다. 그는 또한 중국의 "불법 수출 보조금과 느슨한 노동 및 환경 기준"을 비난했다.
2016년 1월, 트럼프는 "미국 노동자들에게 평평한 운동장"을 주기 위해 중국의 대미 수출품에 45%의 관세를 부과할 것을 제안했다. 미국 채권 판매와 같은 관세 이행에 대한 잠재적인 중국의 보복에 대해 질문을 받았을 때, 트럼프는 그러한 시나리오는 가능성이 낮다고 판단했다: "그들은 우리의 통화를 추락시키지 않을 것이다. 그들은 그들의 경제를 추락시킬 것이다. 그것이 그들이 그것을 시작한다면 그들이 할 것이다." 2016년 5월 연설에서 트럼프는 잠재적인 중국과의 무역 전쟁에 대한 우려에 "우리는 중국과의 무역에서 5천억 달러를 잃고 있다. 무역 전쟁이 있어도 도대체 누가 신경 쓰겠습니까?" 트럼프는 2016년 5월에도 중국이 자유 무역으로 미국을 "강간질"하고 있다고 말했다.

#### 대통령직 (2017~21년)
2018년 1월, 트럼프는 중국과 무역 전쟁을 시작했고 그는 또한 외국인 학생들과 중국 국적의 방문 학자들에게 새로운 비자 제한을 가하기 시작했다. 많은 영향을 받은 사람들은 그들이 그들의 비자 갱신에 지연을 경험하거나 심지어 그들의 비자의 전면적인 취소를 경험했다고 말했다. 2018년에, 스티븐 밀러 대통령 고문은 모든 중국인들이 미국에서 공부하기 위해 비자를 얻는 것을 금지할 것을 제안했다.
2019년 2월 발표된 갤럽 여론조사 결과에 따르면, 미국 응답자의 21%가 중국을 미국의 가장 큰 적으로 꼽았는데, 러시아 다음으로 많다.
2019년 4월, 크리스토퍼 레이 FBI 국장은 중국이 "사회 전체의 위협"을 가했다고 말했다. 2019년 5월, 키론 스키너 정책기획국장은 중국이 "백인이 아닌 미국의 첫 번째 위대한 권력 경쟁자"라고 말했다.
현재의 관계 악화는 미국 내 반중 감정의 급증으로 이어졌다. 2019년 8월 발표된 퓨 리서치 센터의 여론 조사에 따르면, 미국인의 60%가 중국에 대해 부정적인 의견을 가지고 있으며, 26%만이 긍정적인 견해를 가지고 있다. 같은 여론 조사에서 미국 내 응답자의 24%가 중국을 러시아와 함께 미국의 가장 큰 적으로 지목했다.
2020년 3월, 트럼프는 2020년 2월, 세계보건기구(WHO)가 SARS-CoV-2 코로나바이러스를 "중국 바이러스" 또는 "우한 바이러스"로 인종적 프로파일링하지 말 것을 대중에게 강력히 권고했음에도 불구하고, 미국에서 발생을 "중국 바이러스"라고 칭했다. 또한, 이 시기에 미국에서는 "우플루"와 "쿵플루"라는 인종차별적 용어가 코로나19를 경멸적 및 외국인 혐오적으로 지칭하는 방식으로 등장했다. 이 용어는 바이러스가 처음 발견된 우한 또는 전통적인 중국 무술, 우슈 및 쿵푸의 용어를 사용하여 합성어를 통해 중국과 연결되며, 트럼프 대통령과 그의 행정부 구성원들이 공식 자격으로 사용했다. 이 용어들의 사용은 인종적으로 둔감하다는 인식으로 인해 광범위한 비판을 받았다.
2020년 5월, 웨스트버지니아주에서 자란 중국계 미국인 CBS 기자 웨이지아 지앙은 백악관 코로나바이러스 브리핑에서 트럼프에게 검사에 대한 자신의 입장을 질문했고 그는 그녀에게 중국에 질문하라고 말했다. 이 기자는 트럼프에게 왜 그녀를 지목했느냐고 물으며 그녀가 중국에 질문해야 한다고 말했으며, 이로 인해 브리핑이 갑자기 종료되었다.
2020년 7월 23일 마이크 폼페이오 당시 미국 국무장관은 중국 정부와의 이른바 '깜깜이 포용'의 종식을 선언하고 시진핑 중국 공산당 총서기를 "파산된 전체주의 이데올로기의 진정한 신봉자"라고 비판하기도 했다.
2020년 12월, 테네시주 상원의원 마샤 블랙번은 트위터를 통해 "중국은 부정행위와 절도의 5000년 역사를 가지고 있다. 어떤 것들은 절대 변하지 않을 것이다..."라고 말하며 그녀의 트윗이 중국계 미국인들을 모욕했다고 주장하며 중국계 미국인 민권 운동가들의 반발을 초래했다.

### 코로나19 범유행
참고 항목: 미국 § 코로나19 범유행과 관련된 외국인 혐오 및 인종차별

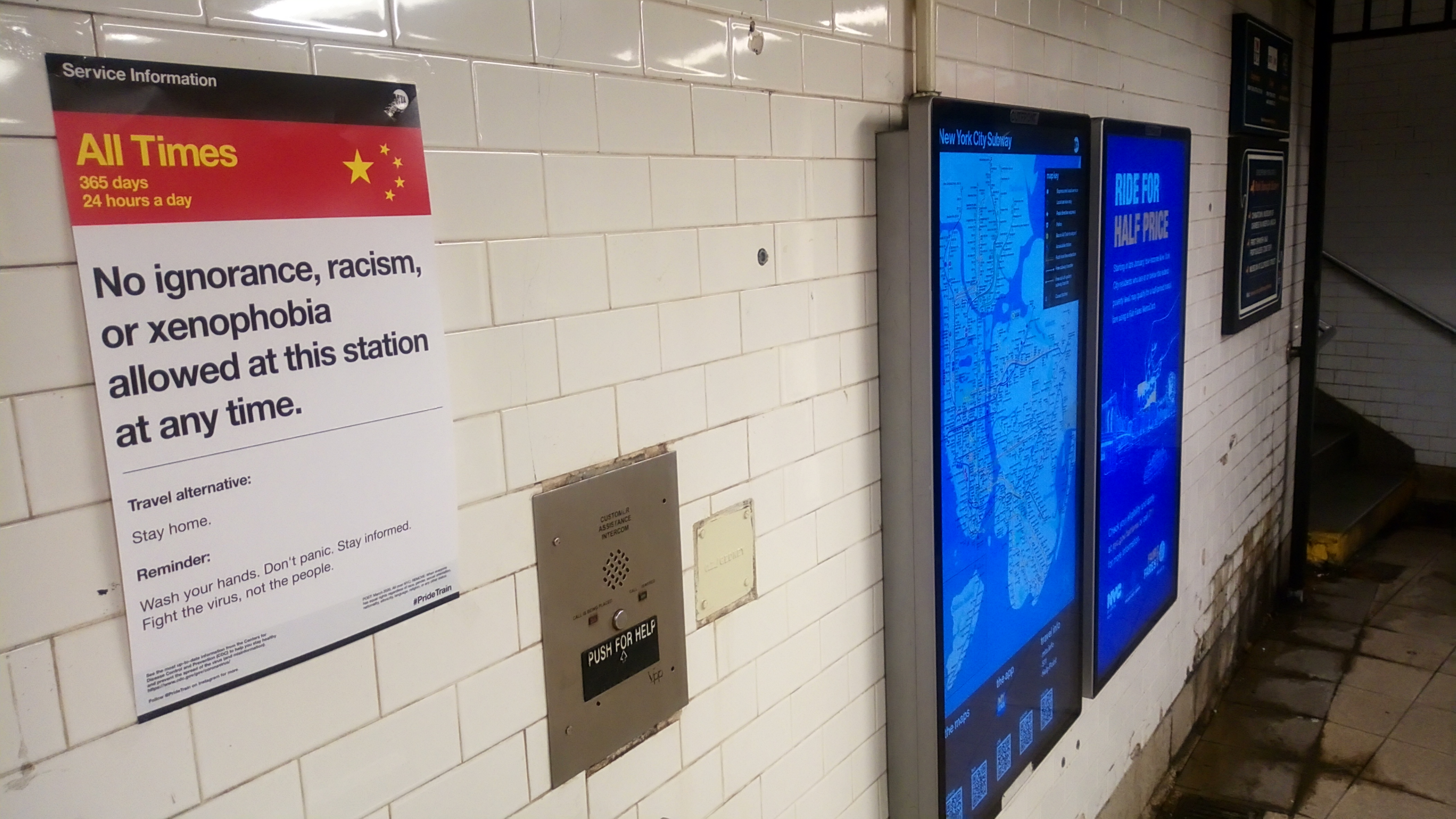
신종 코로나바이러스 감염증(코로나19) 대유행 속 뉴욕 지하철역의 비공식 제노포비아 포스터

코로나19 범유행은 2019년 12월 중국 후베이성 우한시에서 처음 보고되었으며, 그 결과 중국인 혐오 행위와 표현이 점점 더 많이 발생하고 있으며, 동아시아 혈통의 사람들에 대한 편견, 외국인 혐오, 차별, 폭력 및 인종차별 사건이 발생하고 있다. 2020년 6월 퓨 리서치 연구에 따르면 아시아계 미국인의 58%가 팬데믹 이후 아시아계 미국인에 대한 인종차별적 관점이 증가했다고 믿고 있다. 뉴욕 대학교 예술 과학 대학의 연구는 미국인들 사이에 전반적으로 반 아시아 정서가 증가하지 않았으며, 대신 "이미 편견을 가진 사람들"이 팬데믹으로 인해 그들의 편견에 공개적으로 행동할 수 있는 권한이 있다고 느꼈다는 것을 시사했다.

### 조 바이든의 대통령 임기
2021년 1월 20일 바이든 대통령 취임 이후 조 바이든 대통령은 중국과의 긴장을 민주주의와 독재의 경쟁으로 묘사했다. 연구에 따르면 미국과 중국의 관계를 위대한 권력 경쟁으로 간주하는 것이 백인 미국인들의 반 아시아 감정을 자극한다고 한다. 2021년 6월 아시아 타임즈에서 블라디미르 엔리케와 메디카 데이비드 에브너가 실시한 분석에 따르면, 그러한 양국 간의 군사적 대립이 실현될 경우 백인 미국인들은 중국과의 전쟁을 지지할 가능성이 더 높다고 한다. "인종적으로 분개한" 것으로 묘사된 백인 미국인들은 2012년에 중국이 주요 지정학적 위협이라고 인식할 가능성이 36% 포인트 높았고 2016년에 비해 20% 포인트 높았다.
Stop AAPI Hate가 발표한 보고서는 2020년부터 2022년까지 발생한 사건을 보고한 AAPI(아시아계 미국인 및 태평양 섬 주민) 개인의 43%를 인종적으로 중국인으로 나열했다. 2021년 한 조사에 따르면 AAPI의 49%는 외출이 안전하다고 느끼고 65%는 가족과 노인의 안전에 대해 걱정하고, 부모의 32%는 자신의 자녀가 학교에서 반 AAPI 차별의 희생자가 될 것을 우려하고, AAPI Hate를 중단하기 위해 증오 사건을 보고한 아시아계 미국인의 95%는 미국을 자신들에게 위험하다고 보았고, 증오 사건을 경험한 아시아계 노인의 98%는 미국이 아시아인에게 신체적으로 더 위험해졌다고 믿었고, 49%는 불안 또는 우울증을 보고했으며 72%는 자신들에 대한 증오를 가장 큰 스트레스원으로 꼽았다.
전국 조사에 따르면 2021년 3월부터 2022년 3월 사이에 최소 300만 명의 AAPI가 증오 사건을 경험했다고 추정했다. AAPI Hate 중지에 따르면, 보고된 증오 사건의 20%는 희생양을 포함하며, 96%는 아시아계와 아시아계 미국인들에게 코로나19 전염병의 책임을 돌리며, 4%는 중국 공산당을 위한 스파이 활동과 같은 국가 안보 이유로, 1%는 경제적 위협이라고 한다. AAPI Hate 중지에 따르면 민주당원과 공화당원 모두 "중국을 미국의 존재에 대한 경제적 위협으로 그리는 수사"를 사용하며, 동아시아인과 아시아계 미국인을 전체적으로 희생양으로 삼는 데 사용되는 언어를 미러링한다.
2021년 토비타 차우(Tobita Chow)가 실시한 보고서는 표를 사용하여 "중국은 미국을 속이고 있다", "당신은 거짓말쟁이, 사기꾼이다" 또는 "중국은 스파이 또는 영향력 위협이다", "당신은 스파이다, 당신은 CCP이다"와 같은 반 아시아 사건에 표현된 "중국 위협" 내러티브와 정서의 유사성을 보여준다. 차우에 따르면, 미국의 세계 지배가 세계 경제 문제와 취약한 경제 성장으로 악화되고 지정학적으로 더욱 강력해진 중국에 의해 대체될 위험에 처해 있다고 인식하는 미국 예외주의 지지자들은 국가 간 제로섬 경쟁을 촉진하는 불안감에 기여한다고 한다. 중국에 대한 논의에서 두 사람은 중국이 미국 패권에 대한 위협이며 미국과 미국에 대한 실존적 위협이라고 주장하며, 개연성의 차이와 상관없이 종종 상호 교환적으로 사용된다. 차우는 미국 예외주의에 대한 깊은 헌신이 이 두 주장을 서로 동일하게 만들 수 있다고 말한다. 반중 메시지는 중국에 대항하기 위해 필요한 인프라, 연구, 기술 및 일자리 창출에 대한 투자를 촉진하는 여러 경제 정책에 대한 초당적 지지를 구축하는 데 사용되었다. 군수 산업 단지와 같은 일부 특수 이익 집단은 "중국 위협" 내러티브로부터 실질적인 이익을 얻고 그 이유로 이를 홍보한다. 차우는 "중국에 대한 내러티브는 중국인에 대한 대중의 인식을 형성할 수 있다"며 그 반대도 사실이며, 여기서 중국인에 대한 내러티브는 중국에 대한 인식을 정당화한다고 말한다.
2023년 4월 27일 컬럼비아 대학교와 100인 위원회는 중국계 미국인에 대한 설문조사 결과를 발표했다. 미국 전역의 6,500명의 참가자의 답변을 바탕으로 한 설문조사 결과에 따르면 중국계 미국인의 74%가 지난 12개월 동안 인종차별을 경험했다. 5명 중 1명은 지난 12개월 동안 여러 차례 언어 또는 온라인 괴롭힘을 보고했다. 응답자의 거의 절반(46%)이 다른 사람들과 비교하여 불평등한 대우를 보고했다. 거의 10명 중 1명(9%)은 신체적 폭행 또는 협박을, 7%는 재산 파괴를 보고했다.
2023년 STAATUS Index 조사에 따르면 미국인의 절반 가까이가 중국에 대한 부정적인 시각이 반 아시아적 공격이나 사건에 기여했다고 생각한다. 반 아시아 혐오의 이유 중 33%는 중국을 경제적 위협으로 보는 것이 기여 요인이라고 생각하고 47%는 중국을 스파이 위협으로 보는 것이 기여 요인이라고 생각한다.
2022년 9월 제출되어 2023년 6월 미국 국립과학원 회보에 발표된 연구 기사에 따르면 중국계 학자들이 미국에서 상당한 불안감을 느끼고 있다고 한다. 83%는 작년에 비전문적인 환경에서 모욕을 받았고 72%는 연구원으로서 안전하지 않다고 느끼고 35%는 미국에서 환영 받지 못한다고 느끼고 61%는 미국을 떠날 생각을 했다.

### 부동산에 대한 명의개서
SB 147로 알려진 공화당의 주 대표들에 의해 2023년 상정된 텍사스 상원 법안은 특히 아시아계 미국인 단체들에 의해 강력한 반발에 부딪혔다. 이 법안은 "특정 외국인 또는 외국인 단체"가 중국에 소속되거나 출신이 있는 단체들을 포함하여 텍사스 주에서 부동산을 취득하는 것을 금지할 것이다. 이 법안은 또한 텍사스 주지사 그렉 애벗의 지지를 받았다. 비평가들은 이 법안을 인종차별적인 중국인 배제법과 비교하고 위헌이라고 불렀다. 다른 이들은 또한 이 법안이 특히 중국인들과 동아시아인들을 대상으로 하는 더 많은 인종차별적인 입법에 부정적인 눈덩이 효과를 초래할 수 있다고 덧붙였다.
휴스턴 시장 실베스터 터너는 이 법안을 "딱 잘못됐다"며 "다른 어떤 것보다 분열을 초래하고 있다"고 언급했다. 주 대표 진 우는 "이런 종류의 법안. 솔직히 말해서 이 증가하는 반 아시아 및 반이민 정서는 우리 공동체와 우리 도시에 대한 직접적인 공격입니다"라고 덧붙였다. 이 법안은 망명 신청자, 합법적인 영주권자, 유효한 비자 소지자 또는 이중 국적자에 대해 어떤 예외도 부여하지 않는다. 이 법안에 반대하는 휴스턴 거리의 추가 시위는 2023년 2월 아시아계 미국인 단체와 동맹국들에 의해 열렸다.
민주당이 장악하고 있는 버지니아 주 상원도 최근 "외국 적대자들"에 의한 토지 소유 금지 법안을 통과시켰는데, 국립농업법센터에 따르면 적어도 18개 주가 중국과 관련된 기업들의 농지 소유를 제한하는 것을 고려했다고 한다.
2023년 5월 8일, 플로리다 주지사 론 드산티스는 중국 시민들의 주 내 토지 매수를 금지하는 법안 SB 264 및 HB 1355에 서명했다. 비평가들은 이 법안들이 중국인들과 다른 이민자들에 대한 차별에 기여할 수 있다고 경고했다. 민주당 주 하원의원 안나 V. 에스카마니는 아시아계 미국인들에 대한 영향에 대해 우려를 표명했다. 아시아계 미국인 단체들은 이 법안들을 외계인 토지법 및 중국인 배제법과 비교했다.

## 간첩 혐의
트럼프 행정부 하에서 법무부는 추정되는 중국 스파이를 목표로 하는 중국 이니셔티브를 시작했다. 2018년 도널드 트럼프의 FBI 국장 크리스토퍼 A. 레이는 공개적으로 중국계 스파이의 학생들과 연구원들에게 전화를 걸어 FBI가 중국을 "정부 전체의 위협뿐만 아니라 사회 전체의 대응"을 요구하는 사회 전체의 위협으로 보고 있다고 말했다.
ACLU는 이 계획이 중국계 미국인 과학자들에게 광범위하고 정당화되지 않은 의혹을 제기하고 부당하게 수사와 기소의 대상으로 삼았다고 말했다. 결과적으로 발생한 기소들 중 몇몇은 잘못된 근거에 기반을 두고 있으며, 이들은 피해를 입은 사람들의 삶에 파괴적인 결과를 초래했다.
바이든 행정부는 이를 끝내라는 시민권 단체들의 요구에도 불구하고 이 계획을 계속했다. 정의를 진전시키는 아시아계 미국인들은 "연방 정부의 인종, 인종, 국가 기원 프로파일링과 아시아계 미국인과 아시아계 이민자들에 대한 차별적인 조사와 기소에 깊은 우려를 표했다." 2021년 미국에서 거의 2,000명의 과학자들을 대상으로 한 설문조사는 시민권에 관계없이 중국계 과학자들의 절반 이상이 미국 정부의 감시를 두려워하는 것으로 나타났다.
법무부는 중국계 미국인과 중국계 주민에 대한 부당한 대우에 대한 인식을 이유로 2022년 2월 22일 종료된 계획을 종료했다.

### 시샤오싱
2015년, 경찰은 템플 대학교 물리학 교수인 시 샤오싱의 집을 급습하여 그의 아내와 두 딸 앞에서 그를 총구로 체포했다. 법무부(DOJ)는 이 과학자가 초전도체 연구에 사용되는 포켓 히터의 디자인인 영업 비밀을 중국에 불법적으로 보낸 혐의로 기소하고 80년의 징역과 100만 달러의 벌금으로 그를 위협했다. 과학자의 딸 조이스 Xi는 "뉴스캐스터들이 우리 집을 둘러싸고 창문을 통해 촬영을 시도했다. FBI는 우리의 모든 소지품을 뒤졌고 우리 삶의 많은 사적인 세부사항을 포함하는 전자제품과 문서를 가져갔다. 몇 달 동안, 우리는 FBI의 협박과 감시에 대한 두려움 속에 살았다. 우리는 뉴스 곳곳에 아빠의 얼굴이 도배되어 있는 것을 감안할 때 공공장소에서 우리의 안전을 걱정했다. 아빠는 일을 할 수 없었고, 그의 명성은 산산조각이 났다."라고 말했다.
템플 대학교는 그 교수에게 행정 휴가를 강요했고 물리학과의 의장직을 정지시켰다. 그는 또한 그의 연구실에 접근하거나 그의 학생들과 직접 소통하는 것이 금지되었다. FBI 요원들이 몇 달 - 아마도 몇 년 동안 그의 전화를 듣고 이메일을 읽었다는 것이 나중에 알게 되었다.
2015년 DOJ는 수사관들이 시 주석이 공유한 정보에 영업비밀이 포함되지 않은 것으로 밝혀지자 혐의를 돌연 취하했다.
2021년, 시 주석은 필라델피아 법원이 그의 법적 손해배상 청구를 기각함에 따라 상환을 거부당했다.

### 후안밍
2020년 2월, 테네시 대학의 후안밍 교수가 차이나 이니셔티브에 따라 기소되었다. 그는 차이나 이니셔티브에 따라 중국과의 관계를 공개하지 않은 혐의로 체포되고 기소된 여러 중국 태생 연구원 중 한 명이었다.
2021년 6월 후의 재판에서 FBI 요원은 교수를 중국 스파이라고 거짓으로 고발하여 근거 없는 정보를 사용하여 연방 비행금지 명단에 올리고 2년 동안 그와 그의 아들을 스파이로 했다고 인정했다. FBI 요원인 쿠즈팀 사디쿠 또한 허위 정보를 사용하여 후가 미국 정부를 위한 스파이가 되도록 압력을 넣었다고 인정했다. 국제적으로 인정받는 용접 기술 전문가인 후가 중국을 위해 스파이 활동을 한 적이 있음을 시사하는 증거는 발견되지 않았다. 변호인은 후가 중국 스파이가 없는 곳에서 중국 스파이를 찾기로 결심한 연방 요원들의 표적이 되었고, 요원들이 스파이 혐의를 확보하지 못하자 대신 사기 혐의로 전환했다고 주장했다.
이번 사건은 오심으로 판결되면서 법무부가 중국 간첩을 색출하는 데 과도한 영향을 준 것 아니냐는 우려가 나오고 있다.

### 탕후안
2020년 9월, 중국 암 연구가 탕후안(Tang Juan)은 중국 군대와의 관계를 은폐한 혐의로 기소된 미국 당국에 체포되어 가택연금되었다. 탕은 보석이 거부되었고 나중에 가택 연금에 처했다. 2021년, 그녀는 그녀의 사건이 재판에 회부되지 않은 채 10개월 동안 감옥과 가택 연금 상태로 보낸 후 석방되었다.
이후 그녀는 중국군 소속이 아니라 중국군 시설에서 민간인으로만 근무했던 것으로 드러났다.

### 바이마다지에안광
뉴욕시 경찰국(NYPD)의 경찰관인 바이마다지에 안광은 중국을 위해 스파이 활동을 한 혐의로 2020년 9월 연방 구치소에서 체포되었다. 전직 해병은 이후 재판을 기다리는 동안 보석으로 풀려나기 전까지 6개월 동안 연방 구치소에서 생활했다. 갑자기 연방 검찰은 2021년 1월 추가 설명 없이 그에 대한 혐의를 취하했다. 그는 구금에 대한 보상을 전혀 받지 못했고 경찰로서의 직업을 잃었다.

## 참고문헌 및 참고
1. ↑  McClain, Charles J. (1994). 《In search of equality: the Chinese struggle against discrimination in 19th-century America》. Berkeley: University of California Press. ISBN 0-520-08337-7.
2. 1 2  Kearney, Dennis. “"Our Misery and Despair": Kearney Blasts Chinese Immigration”. 《historymatters.gmu.edu》. 2022년 10월 11일에 확인함.
3. ↑  “Race riot tore apart Denver's Chinatown”. 《Eugene Register-Guard》. 1996년 10월 30일. 2020년 10월 28일에 확인함 – Google newspapers 경유.
4. ↑  Gyory, Andrew (1998). 《Closing the Gate: Race, Politics, and the Chinese Exclusion Act》. Chapel Hill: University of North Carolina Press. 10쪽. ISBN 9780807847398. 2016년 4월 27일에 원본 문서에서 보존된 문서. 2019년 7월 27일에 확인함.
5. ↑  Grad, Shelby (2021년 3월 18일). “The racist massacre that killed 10% of L.A.'s Chinese population and brought shame to the city”. 《Los Angeles Times》. 2022년 2월 8일에 확인함.
6. ↑  Guisepi, Robert A. (2007년 1월 29일). “Asian Americans”. 《World History International》. 2011년 5월 27일에 원본 문서에서 보존된 문서. 2008년 3월 18일에 확인함.
7. ↑  Art, Robert J (2010). “The United States and the Rise of China: Implications for the Long Haul”. 《Political Science Quarterly》 125 (3): 359–391. doi:10.1002/j.1538-165X.2010.tb00678.x. ISSN 0032-3195. JSTOR 25767046. 2022년 2월 8일에 확인함.
8. ↑  “Berkeley News; Coronavirus: Fear of Asians rooted in long American history of prejudicial policies”, 《University of California, Berkeley》, 2020년 2월 12일, 2020년 9월 20일에 확인함, History is resurfacing again, with China becoming a stronger country and more competitive and a threat to U.S. dominance today, just like Japan was a threat during the Second World War.
9. ↑  Griffiths, James Griffiths (2019년 5월 25일). “The US won a trade war against Japan. But China is a whole new ball game”. 《CNN》. 2022년 1월 4일에 확인함.
10. ↑  Reny, Tyler T.; Barreto, Matt A. (2020년 5월 28일). “Xenophobia in the time of pandemic: othering, anti-Asian attitudes, and COVID-19”. 《Politics, Groups, and Identities》 10 (2): 209–232. doi:10.1080/21565503.2020.1769693. ISSN 2156-5503. S2CID 219749159.
11. ↑  White, Alexandre I. R. (2020년 4월 18일). “Historical linkages: epidemic threat, economic risk, and xenophobia”. 《The Lancet》 (영어) 395 (10232): 1250–1251. doi:10.1016/S0140-6736(20)30737-6. ISSN 0140-6736. PMC 7154503. PMID 32224298.
12. ↑  Devakumar, Delan; Shannon, Geordan; Bhopal, Sunil S; Abubakar, Ibrahim (April 2020). “Racism and discrimination in COVID-19 responses”. 《The Lancet》 395 (10231): 1194. doi:10.1016/s0140-6736(20)30792-3. ISSN 0140-6736. PMC 7146645. PMID 32246915.
13. ↑  “Many Black, Asian Americans Say They Have Experienced Discrimination Amid Coronavirus”. 《Pew Research Center's Social & Demographic Trends Project》 (미국 영어). 2020년 7월 1일. 2020년 7월 1일에 확인함.
14. ↑  Chelsea Daniels, Paul DiMaggio, G. Cristina Mora, Hana Shepherd. “Does Pandemic Threat Stoke Xenophobia?” (PDF). New York University College of Arts & Science. 2021년 5월 18일에 확인함.
15. 1 2  “National Survey Data Shows Nearly 3 Out Of Every 4 Chinese Americans Have Experienced Racial Discrimination In The Past 12 Months”. 2023년 5월 2일.
16. ↑  Norton, Henry K. (1924). 《The Story of California From the Earliest Days to the Present》. Chicago: A.C. McClurg & Co. 283–296쪽. 2008년 5월 9일에 원본 문서에서 보존된 문서. 2011년 10월 2일에 확인함.
17. ↑  Ling, Huping (2004). 《Chinese St. Louis: From Enclave to Cultural Community》. Temple University Press. 68쪽. The murder of Elsie Sigel immediately grabbed the front pages of newspapers, which portrayed Chinese men as dangerous to "innocent" and "virtuous" young white women. This murder led to a surge in the harassment of Chinese in communities across the United States.
18. ↑  Gompers, Samuel; Gustadt, Herman (1902). 《Meat vs. Rice: American Manhood against Asiatic Coolieism: Which Shall Survive?》. American Federation of Labor.
19. ↑  Lai, Him Mark; Hsu, Madeline Y. (2010). 《Chinese American Transnational Politics》. University of Illinois Press. 53–54쪽.
20. ↑  “Foreign News: Again, Yellow Peril”. 《Time》. 1933년 9월 11일. 2013년 7월 21일에 원본 문서에서 보존된 문서. 2011년 10월 2일에 확인함.
21. ↑  “Revelation 16:12 (New King James Version)”. BibleGateway.com. 2007년 11월 18일에 원본 문서에서 보존된 문서. 2007년 11월 5일에 확인함.
22. ↑  “NYU's "Archivist of the Yellow Peril" Exhibit”. Boas Blog. 2006년 8월 19일. 2007년 10월 13일에 원본 문서에서 보존된 문서. 2007년 11월 5일에 확인함.
23. ↑  Katayama, Lisa (2008년 8월 29일). “The Yellow Peril, Fu Manchu, and the Ethnic Future”. 《io9》. 2012년 4월 7일에 원본 문서에서 보존된 문서. 2011년 10월 2일에 확인함.
24. ↑  “US Immigration 1800s”. 《TombstoneTravelTips》. Picture Rocks Networking. 2022년 4월 13일.
25. ↑  “Hoptown Chinese Section 1879”. Historical Marker Database.
26. ↑  Bernhardt, Jeff (1886년 4월 28일). “THE ANTI-CHINESE LEAGUE”. 《Daily Alta California》 40 (13393).
27. ↑  Elliott, Jeff (2018년 6월 6일). “THE YEAR OF THE ANTI-CHINESE LEAGUE”. Santa Rosa History.
28. ↑  Farwell, Willard B. (1885). 《The Chinese at home and abroad: together with the Report of the Special Committee of the Board of Supervisors of San Francisco on the Condition of the Chinese quarter of that city》. San Francisco: A.L. Bancroft & Co. 2018년 6월 16일에 원본 문서에서 보존된 문서. 2018년 6월 16일에 확인함.
29. ↑  Chin, Gabriel J. “Harlan, Chinese and Chinese Americans”. University of Dayton Law School. 2011년 5월 14일에 원본 문서에서 보존된 문서. 2011년 10월 2일에 확인함.
30. 1 2  “Ulysses S. Grant, Chinese Immigration, and the Page Act of 1875”. 《www.nps.gov》. National Park Service. 2021년 3월 24일. 2021년 4월 16일에 확인함.
31. ↑  Article XIX of the Constitution of the State of California of 1879 보관됨 4월 26, 2020 - 웨이백 머신
32. ↑  Whitman, James (2017) Hitler's American Model: The United States and the Making of Nazi Race Law. Princeton University Press.  p. 35. ISBN 9780691172422
33. ↑  only one out of approximately eighty non-Chinese applicants was denied a permit
34. ↑  “Yick Wo v. Hopkins – Case Brief Summary”. 《www.lawnix.com》. 2018년 9월 19일에 원본 문서에서 보존된 문서. 2021년 4월 15일에 확인함.
35. ↑  Yick Wo v. Hopkins, 118 U.S. 356 (1886). 틀:Usgovpd
36. ↑  “An Evidentiary Timeline on the History of Sacramento's Chinatown: 1882 – American Sinophobia, The Chinese Exclusion Act and "The Driving Out"”. Friends of the Yee Fow Museum, Sacramento, California. 2011년 10월 3일에 원본 문서에서 보존된 문서. 2021년 4월 15일에 확인함.
37. ↑  Moon, Krystyn R. (May 2018). “Immigration Restrictions and International Education: Early Tensions in the Pacific Northwest, 1890s–1910s”. 《History of Education Quarterly》 58 (2): 261–294. doi:10.1017/heq.2018.2. S2CID 150233388.
38. ↑  “Exclusion”. Library of Congress. 2003년 9월 1일. 2009년 8월 10일에 원본 문서에서 보존된 문서. 2021년 4월 15일에 확인함.
39. 1 2  “The People's Vote: Chinese Exclusion Act (1882)”. 《US News》. 2007년 3월 28일에 원본 문서에서 보존된 문서.
40. ↑  Chen, An (2012). “On the Source, Essence of "Yellow Peril" Doctrine and Its Latest Hegemony "Variant" – the "China Threat" Doctrine: From the Perspective of Historical Mainstream of Sino-Foreign Economic Interactions and Their Inherent Jurisprudential Principles” (PDF). 《The Journal of World Investment & Trade》 13: 1–58. doi:10.1163/221190012X621526. 2018년 6월 19일에 원본 문서 (PDF)에서 보존된 문서. 2018년 6월 19일에 확인함.
41. ↑  Schrecker, John (March 2010). “"For the Equality of Men - For the Equality of Nations": Anson Burlingame and China's First Embassy to the United States, 1868”. 《Journal of American-East Asian Relations》 17 (1): 9–34. doi:10.1163/187656110X523717. Alternate URL 보관됨 6월 19, 2018 - 웨이백 머신
42. 1 2 3 4  Chin, Philip (January 2013). “The Chinese Exclusion Act of 1882”. 《Chinese American Forum》 28 (3): 8–13. 2018년 6월 19일에 원본 문서에서 보존된 문서. 2018년 6월 19일에 확인함. Direct URLs: Part 1 보관됨 9월 12, 2015 - 웨이백 머신 Part 2 보관됨 9월 12, 2015 - 웨이백 머신 Part 3 보관됨 9월 12, 2015 - 웨이백 머신
43. ↑  “Senator Miller's Great Anti-Chinese Speech”. 《Daily Alta California》. 1882년 3월 1일. 2018년 6월 19일에 원본 문서에서 보존된 문서. 2018년 6월 19일에 확인함.
44. 1 2  “Primary Documents in American History: Chinese Exclusion Act”. The Library of Congress. 2018년 6월 19일에 원본 문서에서 보존된 문서. 2018년 6월 19일에 확인함.
45. ↑  Lyman, Stanford M. (Summer 2000). “The "Yellow Peril" Mystique: Origins and Vicissitudes of a Racist Discourse”. 《International Journal of Politics, Culture, and Society》 (Springer) 13 (4): 699. doi:10.1023/A:1022931309651. JSTOR 20020056. S2CID 141218786.
46. 1 2  Schrecker, Ellen (1998). 《Many Are the Crimes: McCarthyism in America》. Little, Brown. xiii쪽. ISBN 0-316-77470-7.
47. ↑  Schrecker, Ellen (1998). 《Many Are the Crimes: McCarthyism in America》. Little, Brown. 4쪽. ISBN 0-316-77470-7.
48. 1 2  “Tsien Hsue-Shen Dies”. 2009년 11월 2일. 2011년 9월 28일에 원본 문서에서 보존된 문서. 2011년 10월 2일에 확인함.
49. ↑  “Tsien Hsue-Shen Dies”. 2009년 11월 2일. 2011년 9월 28일에 원본 문서에서 보존된 문서. 2011년 10월 2일에 확인함.
50. ↑  “Meet the US-trained scientist who was deported to China, and became a national hero”. 《Pri.org》. 2017년 2월 6일. 2017년 10월 13일에 원본 문서에서 보존된 문서. 2017년 10월 13일에 확인함.
51. ↑  “Qian Xuesen, Father of China's Space Program, Dies at 98”. 《The New York Times》. 2009년 11월 3일. 2017년 10월 28일에 원본 문서에서 보존된 문서. 2017년 12월 20일에 확인함.
52. ↑  “Qian Xuesen dies at 98; rocket scientist helped establish Jet Propulsion Laboratory”. 《Los Angeles Times》. 2014년 9월 17일. 2020년 1월 15일에 원본 문서에서 보존된 문서. 2020년 4월 17일에 확인함.
53. ↑  “21世纪新闻排行中国崛起居首位” (중국어). 2011년 9월 27일에 원본 문서에서 보존된 문서. 2011년 10월 2일에 확인함.
54. 1 2  Chi, Frank (2010년 11월 8일). “In campaign ads, China is fair game; Chinese-Americans are not”. 《The Boston Globe》. 2016년 3월 3일에 원본 문서에서 보존된 문서. 2020년 4월 17일에 확인함.
55. 1 2  Lyden, Jacki (2010년 10월 27일). “Critics Say Political Ads Hint Of Xenophobia”. NPR. 2010년 11월 26일에 원본 문서에서 보존된 문서. 2010년 12월 5일에 확인함.
56. ↑  Yang, Jeff (2010년 10월 27일). “Politicians Play The China Card”. 《Tell Me More》 (NPR). 2010년 11월 25일에 원본 문서에서 보존된 문서. 2010년 12월 5일에 확인함.
57. 1 2  Smith, Ben (2010년 10월 22일). “Behind The Chinese Professor”. 2012년 1월 11일에 원본 문서에서 보존된 문서. 2011년 10월 2일에 확인함.
58. ↑  Fallows, James (2010년 10월 21일). “The Phenomenal Chinese Professor Ad”. 2017년 1월 12일에 원본 문서에서 보존된 문서. 2017년 3월 5일에 확인함.
59. ↑  Ian Sample. “US scientists boycott Nasa conference over China ban”. 《The Guardian》. 2013년 10월 5일에 원본 문서에서 보존된 문서. 2013년 10월 5일에 확인함.
60. ↑  Seitz, Virginia (2011년 9월 11일), “Memorandum Opinion for the General Counsel, Office of Science and Technology Policy” (PDF), 《Office of Legal Counsel》 35, 2012년 7월 13일에 원본 문서 (PDF)에서 보존된 문서, 2012년 5월 23일에 확인함
61. ↑  Culberson, John. “Bolden to Beijing?”. United States House of Representatives. 2013년 9월 15일에 원본 문서에서 보존된 문서. 2013년 10월 5일에 확인함.
62. ↑  “NASA chief to visit China”. AFP. 2014년 1월 31일에 원본 문서에서 보존된 문서. 2013년 10월 5일에 확인함.
63. 1 2  Doug Palmer & Ben Schreckinger, Trump's trade views vows to declare China a currency manipulator on Day One 보관됨 3월 7, 2018 - 웨이백 머신, Politico (November 10, 2015).
64. ↑  Haberman, Maggie (January 7, 2016) Donald Trump Says He Favors Big Tariffs on Chinese Exports 보관됨 7월 21, 2016 - 웨이백 머신, The New York Times.
65. ↑  Appelaum, Binyamin (March 10, 2016) On Trade, Donald Trump Breaks With 200 Years of Economic Orthodoxy 보관됨 9월 25, 2016 - 웨이백 머신, The New York Times.
66. ↑  “Donald Trump on the trade deficit with China”. 《Fox News》. 2016년 2월 11일. 2016년 5월 30일에 원본 문서에서 보존된 문서. 2016년 5월 24일에 확인함.
67. ↑  “Trump: 'Who the hell cares if there's a trade war?'”. 《The Washington Post》. 2016년 5월 21일에 원본 문서에서 보존된 문서. 2016년 5월 21일에 확인함.
68. ↑  “China accused of trade 'rape' by Donald Trump”. 《BBC News》. 2016년 5월 2일. 2019년 6월 23일에 원본 문서에서 보존된 문서. 2019년 6월 23일에 확인함.
69. 1 2 3  Perlez, Jane (2019년 4월 14일). “F.B.I. Bars Some China Scholars From Visiting U.S. Over Spying Fears”. 《The New York Times》. ISSN 0362-4331. 2019년 7월 14일에 원본 문서에서 보존된 문서. 2019년 7월 14일에 확인함.
70. ↑  Yoon-Hendricks, Alexandra (2018년 7월 25일). “Visa Restrictions for Chinese Students Alarm Academia”. 《The New York Times》. ISSN 0362-4331. 2019년 7월 14일에 원본 문서에서 보존된 문서. 2019년 7월 14일에 확인함.
71. ↑  “Chinese students in limbo as wait for US visas stretches for months”. 《The Straits Times》. 2019년 4월 2일. 2019년 7월 14일에 원본 문서에서 보존된 문서. 2019년 7월 14일에 확인함.
72. ↑  “Visas Are The Newest Weapon In U.S.-China Rivalry”. 《NPR》. 2019년 7월 14일에 원본 문서에서 보존된 문서. 2019년 7월 14일에 확인함.
73. ↑  “US considered ban on student visas for Chinese nationals”. 《Financial Times》. 2019년 7월 14일에 원본 문서에서 보존된 문서. 2019년 7월 14일에 확인함.
74. ↑  Adams, Susan. “Stephen Miller Tried To End Visas For Chinese Students”. 《Forbes》. 2019년 7월 14일에 원본 문서에서 보존된 문서. 2019년 7월 14일에 확인함.
75. ↑  Fang, Tianyu. “The Man Who Took China to Space”. 《Foreign Policy》. 2019년 4월 15일에 원본 문서에서 보존된 문서. 2019년 7월 14일에 확인함.
76. ↑  “Majority of Americans Now Consider Russia a Critical Threat”. 《Gallup.com》. 2019년 2월 27일. 2019년 8월 4일에 원본 문서에서 보존된 문서. 2019년 7월 23일에 확인함.
77. ↑  “China 'determined to steal up economic ladder at US' expense': FBI chief”. 《South China Morning Post》. 2019년 4월 27일. 2019년 7월 14일에 원본 문서에서 보존된 문서. 2019년 7월 14일에 확인함.
78. ↑  Panda, Ankit. “A Civilizational Clash Isn't the Way to Frame US Competition With China”. 《The Diplomat》. 2019년 6월 4일에 원본 문서에서 보존된 문서. 2019년 7월 14일에 확인함.
79. ↑  “Were US official's 'clash of civilisations' remarks a slip or something else?”. 《South China Morning Post》. 2019년 5월 25일. 2019년 7월 14일에 원본 문서에서 보존된 문서. 2019년 7월 14일에 확인함.
80. ↑  Musgrave, Paul. “The Slip That Revealed the Real Trump Doctrine”. 《Foreign Policy》. 2019년 8월 7일에 원본 문서에서 보존된 문서. 2019년 7월 14일에 확인함.
81. ↑  Swanson, Ana (2019년 7월 20일). “A New Red Scare Is Reshaping Washington”. 《The New York Times》. ISSN 0362-4331. 2019년 7월 20일에 원본 문서에서 보존된 문서. 2019년 8월 14일에 확인함.
82. ↑  “Caught in the middle: Chinese-Americans feel heat as tensions flare”. 《South China Morning Post》. 2018년 9월 25일. 2019년 8월 3일에 원본 문서에서 보존된 문서. 2019년 8월 14일에 확인함.
83. ↑  “U.S. Views of China Amid Trade War Turn Sharply Negative”. 《Pew Research Center's Global Attitudes Project》. 2019년 8월 13일. 2019년 8월 14일에 원본 문서에서 보존된 문서. 2019년 8월 14일에 확인함.
84. ↑  Wu, Nicholas. “GOP senator says China 'to blame' for coronavirus spread because of 'culture where people eat bats and snakes and dogs'”. 《USA Today》. 2020년 3월 29일에 원본 문서에서 보존된 문서. 2020년 3월 19일에 확인함.
85. ↑  Forgey, Quint. “Trump on 'Chinese virus' label: 'It's not racist at all'”. 《POLITICO》. 2020년 3월 18일에 원본 문서에서 보존된 문서. 2020년 3월 18일에 확인함.
86. ↑  Fischer, Sara (2020년 3월 17일). “The WHO said to stop calling it "Chinese" coronavirus, but Republicans didn't listen”. 《Axios》. 2020년 3월 29일에 원본 문서에서 보존된 문서. 2020년 3월 19일에 확인함.
87. ↑  Filipovic, Jill (2020년 3월 18일). “Trump's malicious use of 'Chinese virus'”. 《CNN》. 2020년 3월 29일에 원본 문서에서 보존된 문서. 2020년 6월 6일에 확인함.
88. ↑  “Pompeo calls for united 'message' after reportedly pushing G-7 members to call it 'Wuhan virus'”. 《Fox News》. 2020년 3월 25일. 2020년 7월 15일에 확인함.
89. ↑  “Trump doubles down on 'China virus,' demands to know who in White House used phrase 'Kung Flu'”. 《Fox News》. 2020년 3월 18일. 2020년 3월 18일에 확인함.
90. ↑  “A last, desperate pivot: Trump and his allies go full racist on coronavirus”. 《Salon》. 2020년 3월 19일. 2020년 3월 29일에 원본 문서에서 보존된 문서. 2020년 3월 19일에 확인함.
91. ↑  Choi, David. “'Why are you saying that to me': Chinese American reporter calls Trump out on his anti-China remarks and suggests he's singling her out”. 《Business Insider》. 2020년 5월 14일에 원본 문서에서 보존된 문서. 2020년 5월 14일에 확인함.
92. ↑  Ellison, Sarah; Izadi, Elahe (2020년 5월 12일). “Trump's 'ask China' response to CBS's Weijia Jiang shocked the room — and was part of a pattern”. 《Washington Post》. 2020년 5월 15일에 원본 문서에서 보존된 문서. 2020년 5월 14일에 확인함.
93. ↑  Churchill, Owen (2020년 7월 25일). “US officials now call Xi Jinping 'general secretary' instead of China's 'president' – but why?”. 《South China Morning Post》. 2020년 7월 25일에 확인함.
94. ↑  Re, Gregg (2020년 7월 23일). “Pompeo announces end of 'blind engagement' with communist China: 'Distrust but verify'”. 《Fox News》. 2020년 7월 23일에 확인함.
95. ↑  Chinese Americans protesting Sen. Marsha Blackburn 보관됨 1월 28, 2021 - 웨이백 머신 News 4 Nashville. December 12, 2020
96. ↑  O'Hara, Mary Emily. “Mock Subway Posters Urge New Yorkers to Curb Anti-Asian Hate”. 《www.adweek.com》. 2020년 7월 12일에 확인함.
97. ↑  Reny, Tyler T.; Barreto, Matt A. (2020년 5월 28일). “Xenophobia in the time of pandemic: othering, anti-Asian attitudes, and COVID-19”. 《Politics, Groups, and Identities》 10 (2): 209–232. doi:10.1080/21565503.2020.1769693. S2CID 219749159.
98. ↑  White, Alexandre I. R. (2020년 4월 18일). “Historical linkages: epidemic threat, economic risk, and xenophobia”. 《The Lancet》 395 (10232): 1250–1251. doi:10.1016/S0140-6736(20)30737-6. PMC 7154503. PMID 32224298.
99. ↑  Devakumar, Delan; Shannon, Geordan; Bhopal, Sunil S; Abubakar, Ibrahim (April 2020). “Racism and discrimination in COVID-19 responses”. 《The Lancet》 395 (10231): 1194. doi:10.1016/s0140-6736(20)30792-3. PMC 7146645. PMID 32246915.
100. ↑  “Many Black, Asian Americans Say They Have Experienced Discrimination Amid Coronavirus”. 《Pew Research Center's Social & Demographic Trends Project》. 2020년 7월 1일. 2020년 7월 1일에 확인함.
101. ↑  Daniels, Chelsea; DiMaggio, Paul; Mora, G. Cristina; Shepherd, Hana. “Does Pandemic Threat Stoke Xenophobia?” (PDF). New York University College of Arts & Science. 2021년 5월 18일에 확인함.
102. ↑  “White Americans more likely to support war with China”. 2021년 6월 17일.
103. ↑  Stop AAPI Hate Year 2 Report stopaapihate.org July 2022
104. ↑  Stop AAPI Hate Scapegoating Report stopaapihate.org October 2022
105. ↑  Anti Asian Racism Report 2021 peoplesaction.org June 2021
106. ↑  “STAATUS Index 2023: Attitudes towards Asian Americans and Pacific Islanders” (PDF).
107. ↑  https://www.pnas.org/doi/10.1073/pnas.2216248120
108. ↑  Choi, Hojun (2023년 1월 29일). “Chinese Americans gather in downtown Dallas to oppose 'hateful' state Senate bills”. 《Dallas News》. 2023년 1월 30일에 원본 문서에서 보존된 문서. 2023년 2월 17일에 확인함.
109. ↑  Rep. Lois Kolkhorst (R); Rep. Mayes Middleton (R). “Texas Legislature Online – 88(R) History for SB 147”. 《capitol.texas.gov》. 2023년 1월 19일에 원본 문서에서 보존된 문서. 2023년 2월 17일에 확인함.
110. ↑  Brown, Ashley (2023년 1월 23일). “Local, state officials condemn proposed bill that forbids people, businesses from certain countries from owning Texas land”. 《Houston Public Media》. 2023년 1월 24일에 원본 문서에서 보존된 문서. 2023년 2월 17일에 확인함.
111. ↑  Mizan, Nusaiba (2023년 1월 30일). “'It's about human rights': Rally at Capitol protests Senate proposal to ban land purchases”. 《Austin American-Statesman》. 2023년 1월 31일에 원본 문서에서 보존된 문서. 2023년 2월 17일에 확인함.
112. ↑  Yu, Leo (2023년 1월 24일). “Banning Chinese from buying land has a racist past”. 《Houston Chronicle》. 2023년 1월 25일에 원본 문서에서 보존된 문서. 2023년 2월 17일에 확인함.
113. ↑  Liebelson, Dana (2023년 2월 8일). “A bill banning Chinese citizens from buying property has some wondering if they're welcome in Texas”. 《Los Angeles Times》. 2023년 2월 16일에 원본 문서에서 보존된 문서. 2023년 2월 17일에 확인함.
114. ↑  Ruiz, Anayeli (2023년 1월 23일). “'This is just a bad bill' | Houston city leaders join in protest against SB 147”. 《khou.com》. 2023년 1월 27일에 원본 문서에서 보존된 문서. 2023년 2월 17일에 확인함.
115. ↑  Dunbar, Betty; Ko, Andrew; Barth, Marshall (2023년 2월 14일). “Will Texas' anti-Asian legislation bring back racist housing covenants?”. 《Los Angeles Times》. 2023년 2월 14일에 원본 문서에서 보존된 문서. 2023년 2월 17일에 확인함.
116. ↑  Taylor, Brittany (2023년 1월 23일). “Mayor Turner joins voices condemning SB 147, legislation called 'racist' that aims to ban citizens, businesses from China, Iran, North Korea, Russia from purchasing land in Texas”. 《KPRC》. 2023년 1월 23일에 원본 문서에서 보존된 문서. 2023년 2월 17일에 확인함.
117. ↑  Turner, Re'Chelle (2023년 2월 11일). “Asian American community members and elected officials speak out against Senate Bill 147”. 《KPRC》. 2023년 2월 12일에 원본 문서에서 보존된 문서. 2023년 2월 17일에 확인함.
118. 1 2  Venkatraman, Sakshi (2023년 2월 16일). “Chinese citizens in Texas are incensed over a proposal to ban them from buying property in the state”. 《NBC News》. 2023년 2월 16일에 원본 문서에서 보존된 문서. 2023년 2월 17일에 확인함.
119. ↑  Anstey, Chris (2023년 3월 11일). “America's Anti-China Restrictions Are Going Local”. Bloomberg.
120. ↑  Anstey, Chris (2023년 3월 11일). “America's Anti-China Restrictions Are Going Local”. Bloomberg.
121. ↑  “Bill banning Chinese from owning land in Florida passes in the House”. 2023년 5월 6일.
122. ↑  “Letter to President-elect Biden Re the China Initiative” (PDF). Asian Americans Advancing Justice. 2021년 1월 5일. 2022년 3월 18일에 확인함.
123. ↑  German, Michael; Liang, Alex (January 3, 2022). "Why Ending the Justice Department's “China Initiative” is Vital to U.S. Security". justsecurity.org. Archived from the original on June 27, 2022. Retrieved July 6, 2022.
124. ↑  German, Michael; Liang, Alex (January 3, 2022). "Why Ending the Justice Department's “China Initiative” is Vital to U.S. Security". justsecurity.org. Archived from the original on June 27, 2022. Retrieved July 6, 2022.
125. ↑  “The FBI wrongly accused my father of spying for China. Government has a role in anti-Asian violence”. 《USA Today》.
126. ↑  “ACLU News & Commentary”. 《American Civil Liberties Union》.
127. ↑  Johnson, Kevin (2015년 9월 11일). “Justice Dept. drops charges against Temple physicist”. 《USA Today》. 2023년 2월 1일에 확인함.
128. ↑  “US judge tosses claims by Chinese-born professor over arrest”. 《Associated Press》. 2021년 4월 20일.
129. 1 2 3  Yong, Charissa (2021년 6월 17일). “Mistrial declared in US case of Tennessee scientist accused of hiding China work”. 《The Straits Times》.
130. ↑  Satterfield, Jamie (2021년 6월 13일). “Trial reveals federal agents falsely accused a UT professor born in China of spying”. 《Knoxville News Sentinel》. 2023년 2월 1일에 확인함.
131. ↑  “US seeks to drop charge against researcher accused of hiding ties to PLA”. 2021년 7월 23일.
132. ↑  Fromer, Jacob (2020년 8월 29일). “Chinese scientist Tang Juan to be released on bail”. 《South China Morning Post》.
133. ↑  O’Brien, Rebecca Davis (2023년 2월 10일). “Can a Police Officer Accused of Spying for China Ever Clear His Name?”. 《The New York Times》. 2023년 2월 10일에 원본 문서에서 보존된 문서. 2023년 2월 17일에 확인함.
134. ↑  O’Brien, Rebecca Davis (2023년 2월 10일). “Can a Police Officer Accused of Spying for China Ever Clear His Name?”. 《The New York Times》. 2023년 2월 10일에 원본 문서에서 보존된 문서. 2023년 2월 17일에 확인함.

## 같이 보기
- 반공주의
- 미국–중국 관계
- 미국-중국 무역 전쟁
- 중화민국의 역사
- 중화인민공화국의 역사
- 미국의 인종차별
- 미국내 동아시아인에 대한 고정관념
- 스톱 AAPI 헤이트
- Stop Asian Hate
- 코로나19 범유행에 관한 제노포비아와 인종 차별